# Eupithecia repentina
Eupithecia repentina là một loài bướm đêm trong họ Geometridae.